# 경비 완씨 (여 성종)
경비 완씨(베트남어: Kính phi Nguyễn thị, 한자:敬妃 阮氏; 1444년 ~ 1485년)는 베트남의 후 여 왕조 제5대 황제 여 성종의 비(妃)이다. 청화성 뢰양현에서 태어났으며 아버지는 완덕의(阮德毅)이다. 어렸을 때 아버지를 고아였다. 양부는 여휴(黎休)이다.
1460년 (광순 1년), 여 성종는 왕좌에 올라 갔다. 같은해 궁녀가되기 위해 입궁하였다. 1463년 (광순 4년) 9월 궁녀 완씨는 명경공주(明敬公主)를 낳았다. 1466년 (광순 7년) 첩여(婕妤)에 책봉되었다. 얼마 후 충용(充容)에 울렸다. 1471년 (홍덕 2년) 11월 친왕 여조(黎鐰)를 입양하였다. 1472년 (홍덕 3년) 3월 수용(修容)에 책봉되었다. 1477년 (홍덕 8년) 10월 비(妃)에 진봉되었고 경비(敬妃)라고 불렸다. 후궁에서 2번째로 높은 순위에 올랐다. 1485년 (홍덕 16년) 3월 60세에 세상을 떠났다.

## 가족 관계
친가
- 친부: 완덕의 (阮德毅)
- 양부: 려휴 (黎休)

왕가
- - 남편: 려 성종 (黎聖宗, 1442년 ~ 1497년)
    - 장녀: 명경공주 (明敬公主, 1463년 ~ ?)
    - 차녀: 공주 (公主, 1474년 ~ ?) - 초출
    - 양자: 친왕 려조 (黎鐰, ? ~ ?)

## 참고
- 대월통사 - 후비전 (後妃傳) - 려귀돈.